# Fototropiny

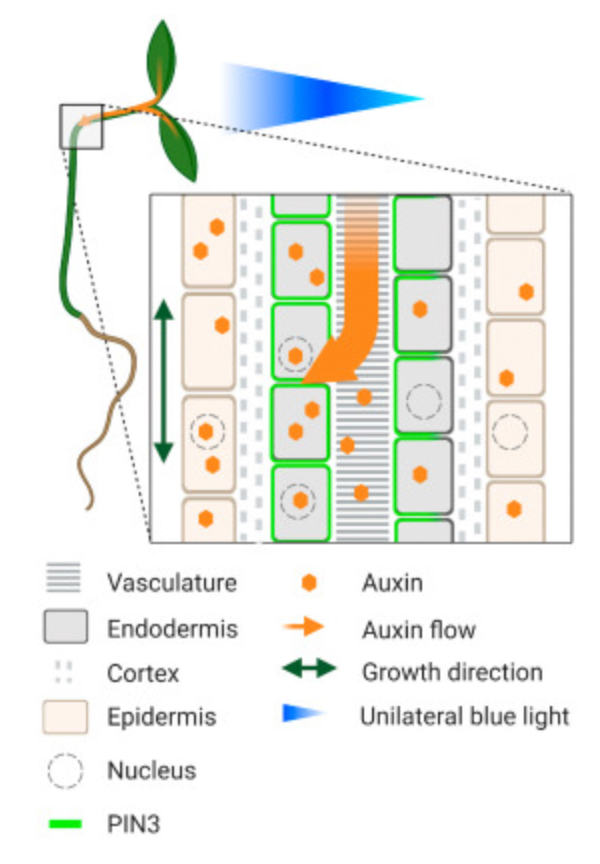
Dyfuzja auksyny w fototropizmie

Fototropiny – roślinne receptory światła niebieskiego. Razem z kryptochromami i fitochromami pozwalają roślinom na reakcje na zmieniające się warunki oświetleniowe. Fototropiny to flawoproteiny, które absorbują światło niebieskie poprzez związany niekowalencyjnie barwnik – FMN.
Fototropiny zawdzięczają swoją nazwę roli jaką odgrywają w kontrolowaniu fototropizmu, czyli wyginania się roślin w stronę światła. Oprócz tej reakcji, fototropiny powodują otwieranie aparatów szparkowych, są odpowiedzialne za wywoływanie światłem ruchy chloroplastów, kontrolują także rozwój blaszki liściowej. Roślina modelowa rzodkiewnik pospolity (Arabidopsis thaliana) ma dwa geny kodujące fototropiny: 1 i 2. Inne gatunki roślin mogą mieć ich więcej. Obie fototropiny różnią się wrażliwością na światło – fototropina 1 jest bardziej czuła – wywołują jednak podobne reakcje w różnym zakresie natężeń światła. Wyjątkiem jest reakcja ucieczki chloroplastów, którą kontroluje wyłącznie fototropina 2. Fototropina 1 reguluje natomiast wywołane światłem hamowanie wzrostu hipokotyla.
Fototropiny należą do kinaz białkowych aktywowanych światłem niebieskim. Światło powoduje fosforylację fototropin obecnych w błonie komórkowej, co prowadzi do zapoczątkowania łańcucha przekazywania sygnału wewnątrz komórki.